# Fergan Mirkelam
Fergan Mirkelam (født 20. maj 1966, Istanbul) er en tyrkisk popsanger.

## Diskografi
- 1995: Mirkelam
- 1998: Joker
- 2001: Unutulmaz
- 2004: Kalbimde Parmak İzin Var
- 2010: RRDP (Rakın Rol Disko Parti) - med Kargo (Sony Music)
- 2013: Denizin Arka Yüzü
- 2017: Mirkelam Şarkıları (hyldest album)

### Hit sange
- "Her Gece" (1995)
- "Joker" (1998)
- "Unutulmaz" (2001)
- "Aşkımsın" (2004)